# Karlheinz Rothausen
Karlheinz Rothausen (* 1. Juli 1928 in Düsseldorf; † 7. März 2020 in Bad Wörishofen) war ein deutscher Paläontologe.

## Leben
Er studierte ab 1950 Geologie und Paläontologie in Köln, später setzte er seine Studien in Tübingen und Bonn fort. 1955 promovierte er in Köln mit einer Dissertation über Ablagerungen im Schwarzbachtal (Rheinisches Schiefergebirge) zum Dr. rer. nat. Im Folgejahr trat er eine Assistentenstelle an der Johannes Gutenberg-Universität Mainz an, wo er sich 1965 mit der Arbeit Die systematische Stellung der europäischen Squalodontidae (Odontoceti, Mamm.) habilitierte. 1968 übernahm er eine Vertretungsprofessur in Köln. Ab 1969 lehrte er als Professor an der Johannes Gutenberg-Universität Mainz. Dort amtierte er von 1973 bis 1975 als Dekan. Von 1977 bis 1980 war er Vizepräsident der Gutenberg-Universität. Er befasste sich vor allem mit dem Tertiär des Mainzer Beckens und mit der Erforschung fossiler Wale.
1983 bis 1985 war er Präsident der Paläontologischen Gesellschaft.
1992 wurde Rothausen pensioniert und zog danach mit seiner Ehefrau nach Bad Wörishofen. Dort starb er 2020 nach schwerer Krankheit im Alter von 91 Jahren.

## Schriften
- mit Volker Sonne: Mainzer Becken. Borntraeger, Sammlung Geologischer Führer 1984
- mit Volker Sonne: Das Tertiär des Mainzer Beckens. Geolog. Jahrbuch A, Band 110, 1988, 5–16
- mit Volker Sonne: Das Mainzer Becken. Jahresber. und Mitt. Oberrh. Geolog. Verein, Band 69, 1987, 91–108 (Exkursion)
- Herausgeber: Das Kalktertiär des Mainzer Beckens: Oberoligozän – Untermiozän. Geolog. Jahrbuch  A, 110, 1988